# 格雷乌莱班
格雷乌莱班（法語發音：[ɡʁeu le bɛ̃]）是法国上普罗旺斯阿尔卑斯省的一个市镇，位于该省西南部，原属于迪涅莱班区。该市镇2009年时的人口为2,634人。流经此地的韦尔东河作为自然分界线，分隔开上普罗旺斯省和瓦尔省，左岸是瓦尔省，右岸是上普罗旺斯省，格雷乌莱班就位于韦尔东河右岸。村庄建于海拔367米的山岗上，建于这样一个战术位置上，可以更好的监察城镇的四周，以防各种袭击。
格雷乌莱班同时是法国第三大温泉疗养中心。其温泉疗养旺季从3月开始一直持续到12月，在这段期间约有4万人来到格雷乌莱班。在最重要的9月和10月期间，温泉疗养的人数达到一万人。因此温泉旅游及疗养成为了这里的经济基础之一。
得益于所处的地理位置，格雷乌莱班拥有优越的自然环境，因此绿色旅游成为了其另一个经济基础。每年夏季韦尔东峡谷都会迎来超过一百万的游客。

## 名称涵义
“格雷乌”（Gréoux）演变于凯尔特语“Gresilium”，意思为“病痛（Gresum）”和“治疗疾病的水（Lin）”。自高卢罗马时期，格雷乌莱班的地下热洞泉就被开发利用。“莱班les bains”现今法语译为温泉。

## 地理

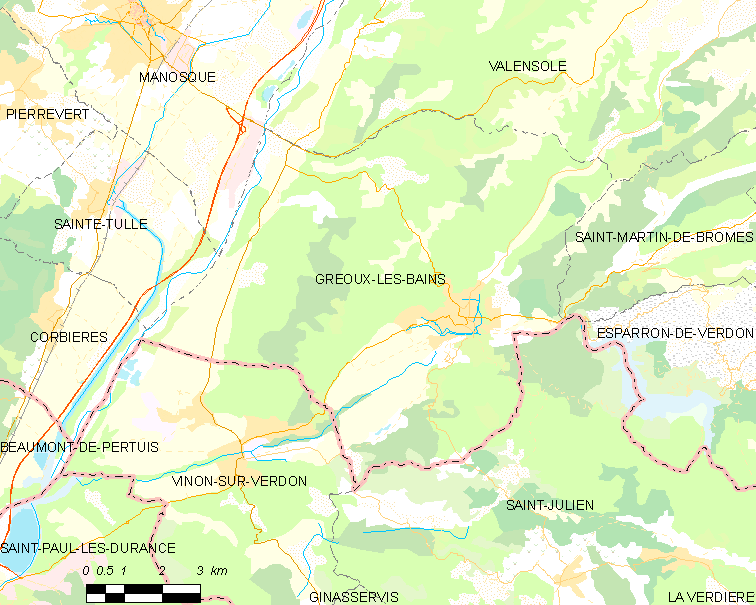
格雷乌莱班及其周边地区

格雷乌莱班的市中心位于海拔367米的小山坡上。由于该山坡特殊的位置，使得小镇上所有的家园都是朝南而建。
城镇位于韦尔东河流域，韦尔东河与迪朗斯河交汇于此。1957年，格雷乌莱班城上游的韦尔东河建起了一个水坝：格雷乌莱班水坝。
格雷乌莱班是韦尔东地区自然公园的成员。
毗邻的城镇有瓦朗索勒、圣马丹德布罗姆、韦尔东河畔埃斯帕龙、圣于连、韦尔东河畔维农、普罗旺斯地区科比耶尔、圣蒂勒、马诺斯克。

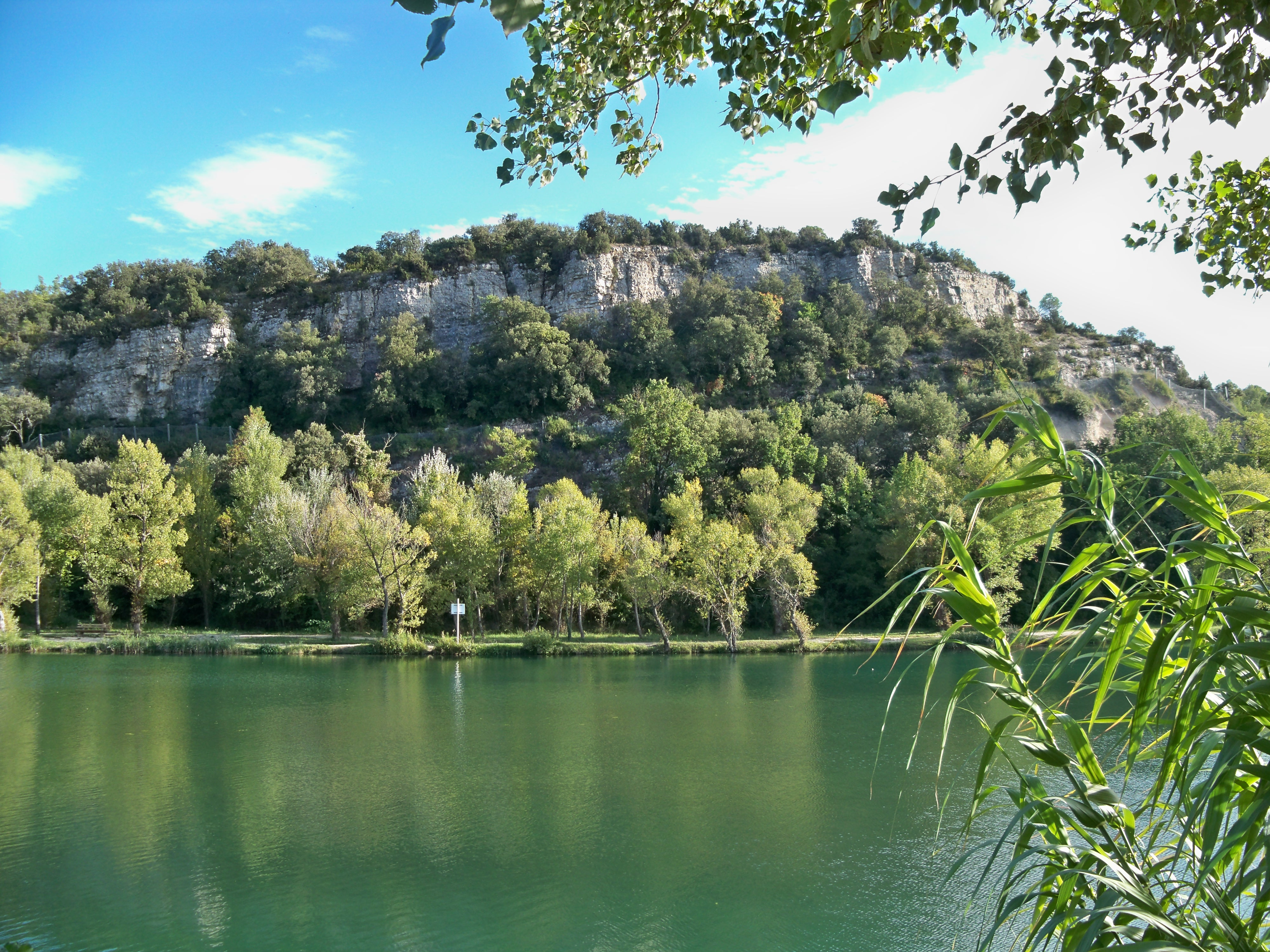
格雷乌莱班韦尔东河畔

### 环境
格雷乌莱班拥有400公顷的森林，植被覆盖率达了63%。
白纹伊蚊被瓦尔省自驾游的旅游者无意地带到了格雷乌莱班。被这种蚊子叮到，可能会感染登革热以及基孔肯雅热。

### 技术及自然风险
上普罗旺斯阿尔卑斯省的200个城镇都处于地震带。根据以往地震的历史记录，格雷乌莱班所处的瓦朗索尔行政区域在1991年被分类为很小可能发生地震。在2011年，根据新的概率分类，格雷乌莱班被划分为中级地震风险区域。除地震外，格雷乌莱班还潜在着3种自然风险：
- 森林大火
- 洪水
- 山体滑坡：几乎整个格雷乌莱班都处于中到高级的风险带。

格雷乌莱班同样面临着各种技术性的风险：
危险物质通过道路及管道运送到格雷乌莱班周边：
- 省区大道RD4和RD6也许被一些贩卖危险物品（如化学用品）的商人使用
- 穿过格雷乌莱班的天然气管道同样是一种风险

决堤：
如若圣十字湖大坝决堤，整个韦尔东河流域都受到洪水的危险。

## 历史

### 史前
格雷乌莱班最初位于现今小镇南边的圣塞巴斯蒂安岩洞附近。在该岩洞中，科学家找到了许多新石器时代的痕迹，其中还发现了公元前一世纪哈尔斯塔特文化的铜制衿针。人们从古代起就以Nymphis Griselius（Nymphes宁芙是古希腊神话中的泉水精灵）名字以及其由罗马人规划的温泉而认识格雷乌莱班。这里被认为是欧洲最古老的温泉疗养胜地之一。

### 罗马时期（公元1世纪）
罗马人来到格雷乌莱班，他们建成了一条从艾克斯到达雷斯阿波利纳里斯（Res Appolinaris，现名为Riez）的罗马大道，这条道路就经过格雷乌莱班。

### 中世纪（5-15世纪）
11世纪在市镇的山岗上建起了一个防御城堡。这个城堡的领主首先是医院骑士团，14世纪到16世纪，Glandeves家族成为了这个城堡的主人，随后奥迪弗雷统治着这个城堡直到法国大革命。
13世纪在韦尔东河左岸的独立小镇欧拉弗雷德（Aurafrède），却在14世纪，由于由于黑死病以及百年战争，使得该小镇人口锐减，于15世纪并入了格雷乌莱班。同样的情况发生在围绕一座隐修院而建的鲁塞莱班（Rousset-lès-Gréoux）。该隐修院在1315年遭遇了37次火灾，并同样在15世纪并入了格雷乌莱班。

### 文艺复兴时期（14-17世纪）
据传在十四世纪，因格雷乌莱班坐拥温泉，又因温泉的效用，而使得圣殿骑士团骑士定居在城堡。也因此格雷乌莱班的城堡被称为圣殿骑士团城堡。然而这个名称却颇有考究，因为该城堡只是被人们称为圣殿骑士团城堡，而非其真实名字。事实上没有任何历史文献提及到圣殿骑士团在历史的某一时期出现在格雷乌莱班，只有为数众多的作者在其作品中描述圣殿骑士团的出现。而根据圣殿骑士团的历史和这些作品中作者们提及的年份，却有着不少的矛盾。因此圣殿骑士团是否真的定居于格雷乌莱班依然是一个谜，或者说，是一个传说。也因为这个原因，该城堡的名称至今仍具争议。
到了15世纪，由于地下河道的改变，格雷乌莱班多年来的温泉源泉消失。使得村庄面临着危机。而这个危机在经过了几乎两个世界，在泉源重新涌现后才得到解除。在1619年，格雷乌莱班更是提供了晚上的温泉浸浴。

### 18-20世纪
1750年，格雷乌莱班为病人建立了一个免费的温泉机构。并于1807年恢复了基本的温泉疗养活动。更由于拿破仑的妹妹波利娜·波拿巴的到来而在大区内越来越响负盛名。到了19世纪，格雷乌莱班对温泉城区进行了改造，改造期间，在地下发现了古代墓穴以及罗马时期的浴场。科学家对此进行了挖掘，然而这些成果却遭到了盗窃，如今这些遗迹已经被新的温泉疗养中心取代。这个新的温泉疗养中心属于阳光温泉疗养连锁集团。在1962年，阳光温泉疗养连锁集团购买了格雷乌莱班的温泉，城堡及土地的所有权。为格雷乌莱班带来了经济的飞速发展，慢慢发展成为法国第三大最受欢迎的温泉疗养站。格雷乌莱班也渐渐成为了我们今天的模样。（温泉区：现代；旧城区：老城以及城堡）
另一方面，城堡却在1793年面临着被摧毁的危机。幸好，最终逃过一劫。尽管如此，城堡还是在1800年12月3日被皇权主义者占领，也因此成为大区动荡不堪的导火索。
路易-拿破仑·波拿巴在1851年12月2日发动了反对法兰西第二共和国的政变，这场政变在下普罗旺斯也引起了一场武装起义，目的是保卫当时政权。在暴动失败后，随之而来的是对这些保护共和国的起义者的残酷镇压：25名格雷乌莱班的居民被移送到当时的法院门前受审，他们大部分被判处终身流放到阿尔及利亚。
就如许多上普罗旺斯省的城镇一样，在费里法颁布前格雷乌莱班就配备有一家学校：在1863年，格雷乌莱班的这间小学免除了男生及首府地区学生必须入学的强制教育。对于女孩子，同样建起小学：1851年教育法令规定凡超过800位居民的城镇必须开设一女子小校。城镇享受着由1877年杜尔伟第二次修改版的法令带来的学校翻新补助金。
在第二次世界大战期间，在格雷乌莱班为不受欢迎的外国人开设了一家避难营。西波兰军的波兰人很松懈并且无法完成收容所内指派给他们的体力劳动。该收容所在1942年1月被政府征收，最初对170人开放，到了9月达到了200人。同样有四十几人被软禁在格雷乌莱班的居所，而在格雷乌莱班被意大利占领期间，这些人同样受到当局的保护。此外，市长也曾抱怨他们必须接待这些在其他城镇不受欢迎的人。在这些软禁居所内，两名从1940年起逃难到法国并被软禁于格雷乌莱班的拉脱维亚人在1942年8月受到袭击并被终生流放。12名犹太人在被放逐前在给雷乌莱班被捕。收容所首先由波兰红十字会管理，然后是由维希政权的外事社会服务部门管理。该收容所与1942年末关闭。

## 纹章学
格雷乌莱班的纹章分为上下两部分：上部银色，绘有一黑色的狼；下部为蓝色，绘有一银色的松鼠。
这纹章代表着两种曾在某一时期给格雷乌莱班带来严重破坏的动物：狼群对于家畜的伤害以及松鼠对于巴坦杏树/扁桃树文化的伤害。

## 教育

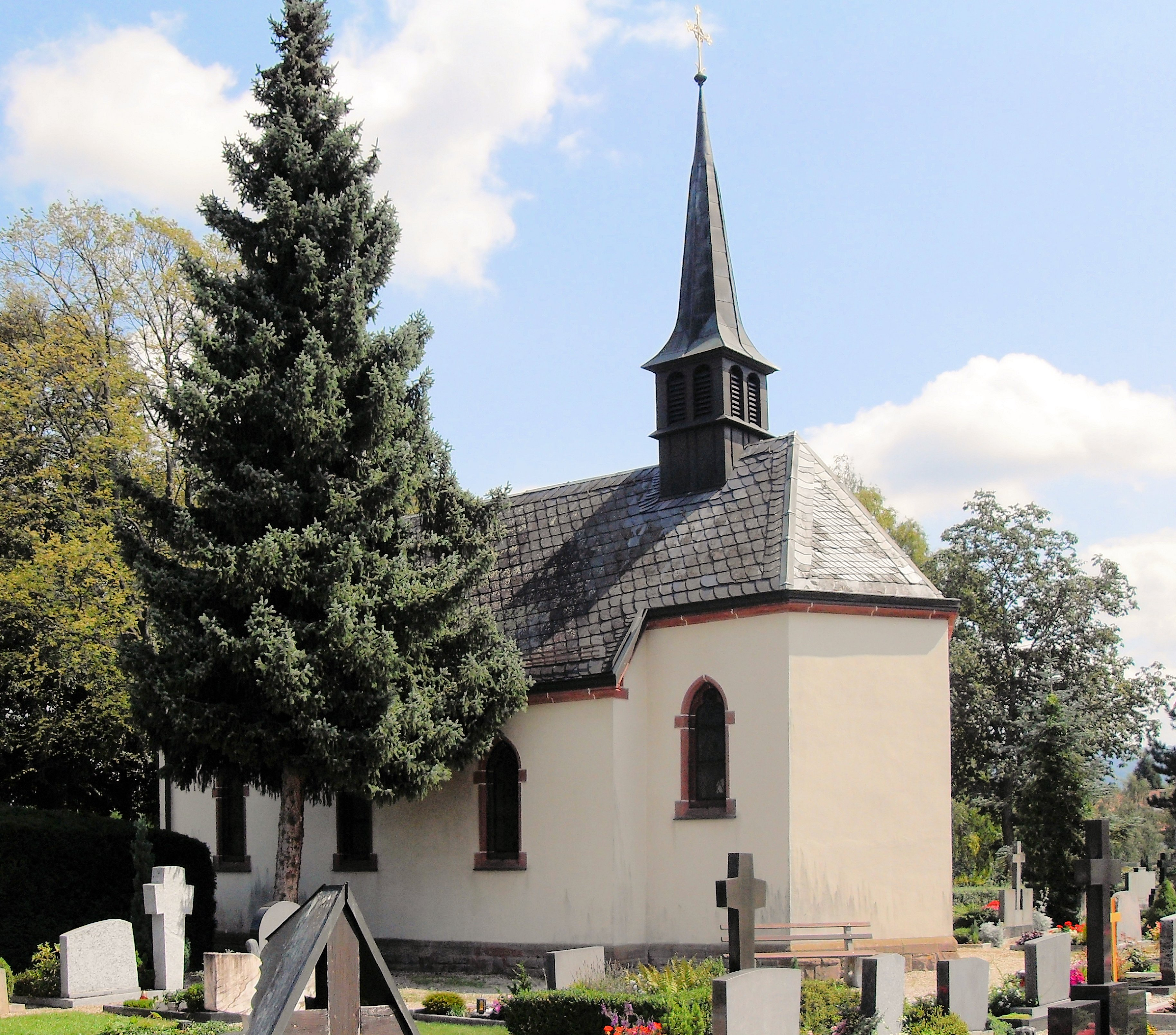
巴德克罗钦根

格雷乌莱班有一所幼儿园和一所小学。

## 姐妹城市
1985年与德国巴特克罗青根结成姐妹城市。

## 人口
2011年，格雷乌莱班有2581名居民。从21世纪开始，对于少于一万名居民的城镇每五年进行一次人口普查（格雷乌莱班的人口普查年度分别为2006，2011，2016……）。
| 人口统计数据演变 | 人口统计数据演变 | 人口统计数据演变 | 人口统计数据演变 | 人口统计数据演变 | 人口统计数据演变 | 人口统计数据演变 | 人口统计数据演变 | 人口统计数据演变 | 人口统计数据演变 |
| ---------------- | ---------------- | ---------------- | ---------------- | ---------------- | ---------------- | ---------------- | ---------------- | ---------------- | ---------------- |
| 1315             | 1471             | 1765             | 1793             | 1800             | 1806             | 1821             | 1813             | 1836             | 1841             |
| 100户            | 55户             | 958户            | 1 180户          | 缺失             | 1 471户          | 1 419户          | 1 432户          | 1 337户          | 1 373户          |
| 1846             | 1851             | 1856             | 1861             | 1866             | 1872             | 1876             | 1881             | 1886             | 1891             |
| 1 268户          | 1 404户          | 1 356户          | 1 400户          | 1 356户          | 1 378户          | 1 260户          | 1 228户          | 1 283户          | 1 163户          |
| 1896             | 1901             | 1906             | 1911             | 1921             | 1926             | 1931             | 1936             | 1946             | 1954             |
| 1 092户          | 980户            | 995户            | 1 022户          | 855户            | 835户            | 947户            | 950户            | 871户            | 782户            |
| 1962             | 1968             | 1975             | 1982             | 1990             | 1999             | 2006             | 2011             |                  |                  |
| 1 039户          | 1 182户          | 1 296户          | 1 635户          | 1 718户          | 1 921户          | 2 455户          | 2 581户          |                  |                  |

在十四和十五世纪的人口损失和到十九世纪初长期持续着人口增长之后，格雷乌莱班的人口统计历史记录了格雷乌莱班迎来了一段平稳时期。在这段时期，格雷乌莱班的人口在较高水平上保持着一个相对稳定的人口。这段时期从1806年持续到1871年。然后，乡村居民大批离开使得当地人口在一较长时期内持续走低。在格雷乌莱班人口重新回升的60年代前与上普罗旺斯省其它的城镇相反，格雷乌莱班的人口数量降低有限，其人口从不减少超过其人口的一半。目前，格雷乌莱班的人口远远超过了她在19世纪时的最高人口数目。
格雷乌莱班人口变化图示
| 数据来源：INSEE |

## 交通
格雷乌莱班位于普罗旺斯的中心，距离普艾克斯-普罗旺斯50公里，马赛85公里，阿维尼翁110公里，尼斯160公里。无论是从尼斯机场，马赛机场，尼斯火车站，马赛火车站，艾克斯-普罗旺斯火车站，还是马诺斯科克-格雷乌莱班火车站出发，都能够到达此地。

### 自驾方式到达
国道A51高速公路，17号出口（Cadarache/Vinons-sur-Verdon/Gréoux-les-Bains）或者18号出口（Manosque）

### 火车到达
马诺斯克-格雷乌莱班站每天开行前往马赛、布里昂松等方向的列车。

### 飞机到达
马赛机场
乘坐直达马赛长途汽车站（Gare Routière Sainte-Charles）的穿梭巴士，然后专程LER 27号线大巴前往格雷乌莱班
乘坐直达马诺斯克长途汽车站（Gare Routière Manosque） /马诺斯克-格雷乌莱班火车站（Gare SNCF Manosque-Gréoux-les-Bains）的穿梭巴士LER 26，然后转乘前往格雷乌莱班接驳大巴（sumian公司大巴，周一至周五最后一班从马诺斯克火车站（Gare SNCF Manosque-Gréoux-les-Bains）到格雷乌莱班的大巴为18点20分，周六为16点10分，周日仅有一班为9：00，7、8月会增开一班：16：10）
列车时刻表：https://web.archive.org/web/20120412023659/http://www.info-ler.fr/fr/lignes-horaires/carte-et-fiches-horaires-n287
https://web.archive.org/web/20140308080905/http://www.info-ler.fr/doc/ficheshoraires/20132014/bat2014/fh26.pdf

### 当地交通

#### 穿梭巴士
从2月到12月，在小镇内有免费的穿梭巴士。（详细时刻表请向旅游局索取。注意小镇中没有晚班车）

#### 的士
全年均可呼叫的士。

#### 租车公司
雪铁龙租车公司Garage des Alpes Citroën（37, Avenue des Alpes, 0033 04 92 78 01 27） 
雷诺租车公司Garage Nard Agent Rénault（46, Avenue des Alpes, 0033 04 92 78 00 50）
电动轿车（Voiture éléctrique） （Centre de Congrès, 06 78 30 46 79）

## 经济

### 总体概述
在2009年，格雷乌莱班的劳动力增长到1 083人，其中158名失业者（2011年末为218人）。大部分工作者都是工薪阶层（75%），56%的工作者在格雷乌莱班工作。农业在格雷乌莱班依然有着良好的发展，并且这边的农业活动非常活跃且多样化。但当地活动的推动力主要还是来自第三产业。大量的酒店和露营地吸引着温泉疗养者来到格雷乌莱班进行疗养，被称为韦尔东峡谷入口的格雷乌莱班使得许多旅游者慕名而来，这些都使得旅游业在格雷乌莱班的经济中占据着重要地位。

### 农业
2010年末，格雷乌莱班的第一产业（农业，林业，渔业）有44家机构（包括了非职业的经营者）和19名有薪员工，是在法国国家经济研究及统计局（INSEE：institut national de la statistique et des études économiques）中登记在册。
根据农业部的统计，专业经营者的数目在2010年为26，在2000年为30，在1988年为61。目前，占优势的农业部门为种植户（9家经营者），长期作物如橄榄和果树的种植（6家经营者），羊只饲养（5家饲养场）。同时，格雷乌莱班有专业的葡萄种植者和3家混合作物种植的经营者。从1988年到2000年，可用耕地面积有了很大的提高，从1 146亩增长到2 846亩。在最近的十年，可用耕地却却减少到1 438亩。
格雷乌莱班被国家产地及质量监控局（INAO：Institut national de l'origine et de la qualité）评为可生产“原产地命名控制（AOC）”的普罗旺斯橄榄油的地区。橄榄的种植在当地经已有几个世纪的历史，当由于当地土质的限制，650米以上很难种植树木，因此种植地被限制在几个山坡上。格雷乌莱班的油橄榄种植地在19世纪初占据了几十亩地。2005年，油橄榄种植地依然是地区内最重要的种植地，其拥有者253亩地和15 500棵种树。
而地中海三角的重要组成部分之一的酒庄葡萄园，再这里也同样历史悠久。在19世纪，葡萄酒基本只是当地农民的消费品，当时的葡萄酒质量只允许其在当地的大区市集上出售。如今，当地的葡萄酒总能保持着很好的质量，包括了皮耶尔勒韦尔（Pierrevert AOC）周边地区出产的葡萄酒。然而，入鸡泥葡萄园的种植面积仅仅只有一种标志性的地域。

### 工业
2010年末，第二产业（工业及建造业）一共有56家企业，53位带薪员工。

### 旅游业

#### 服务业的相关活动
2010年末，第三产业（服务业，商业……）一共有311家企业（415位带薪劳动者），还要加上77家行政机构（包括了卫生部，社会部和教育部）和239名员工。
根据省旅游研究局的数据，旅游业对于格雷乌莱班是非常重要的环节：每位当地居民约接待5位游客，当地接待游客住宿的主要是非商业性的住宿机构，如出租的民居。自阿格雷乌莱班存在着几种不同的住宿机构：
根据最新的格雷乌莱班旅游局发行的住宿指南：
格雷乌莱班共有38家酒店（包括了酒店，公寓式酒店，家庭旅馆和露营地等），其中4星3家，3星10家，2星14家，1星1家和无星10家。
酒店业是重要的一环，格雷乌莱班在整个上普罗旺斯省中拥有最多酒店的城镇。其在2008年拥有14家酒店（其中的10家在2012年被评上的星级）。4家无星酒店，1家1星酒店，7家2星酒店，2家三星酒店和2家公寓式旅游酒店
格雷乌莱班同样有好几个露营地：1家4星，2家三星，1家2星，1家1星。拥有超过400个露营车车位。 
被评上星级的住宿机构有很多，同样的没有评级的住宿机构也为数不少。
格雷乌莱班同样拥有家庭旅馆，而集体宿舍在乡村俱乐部和宿营地中都有表现。
在格雷乌莱班有很多的度假别庄，这些别庄在主人不在期间，基本会租出去给温泉疗养者和游客。因此这些度假别庄同样是格雷乌莱班旅游接待能力的重要组成部分。超过了2500家的度假别庄在格雷乌莱班，这代表着在5家民居中就有3家是这些度假别庄。在这些度假别庄中，1750名屋主拥有超过一家的房产。

#### 赌场
百多士集团在格雷乌莱班设置了一娱乐场（赌场）：格雷乌莱班娱乐场 （页面存档备份，存于）。

## 格雷乌莱班镇内景点及建筑

### 城堡

#### 圣殿骑士团城堡（Château des Templiers）
圣殿骑士团城堡（Château des Templiers）现今依然保留着十二到十七世纪时期的部分，在1840年被评为历史文化遗产并于同年进行了修葺。自1248年起，该城堡属于普罗旺斯伯爵，后归属于圣若望骑士团，然后归属于伯爵阿诺·德·切昂（Arnaud de Trian）。到了十四世纪末，大革命时期，城堡终于脱离教会管理，并于1980年，由格雷乌莱班政府买了下来。
城堡围绕一矩形的院子而建。12世纪的围墙由西南面的一个圆塔和方形的城堡主楼加固构建而成。它的防护力在16世纪再次得到了加强，而后为了给当地居民一个更舒服的环境，城墙遭到了改建。
除了圣殿骑士团的传说外，传闻说格雷乌莱班有着地下隧道，从蓄水池一直连通到城镇的地下室。不过这个传说同样是没有任何证据证实。
格雷乌莱班由2层连续的城墙保护着，至今这两堵城墙依然存在着，成为了重要的遗产。在城堡附近依然能够看到12世纪的城墙，旧钟楼大门，转角的圆塔，只是城墙上经已被凿出了歌特式的窗户。1554年的城墙有670米长，如今依然存在着墙面，城墙公园和巨型的圆塔楼。
12世纪，城堡是围绕一教堂而建。此教堂我们依然能在城堡的东面找到其遗迹。当时的城堡被建成了一个方形的堡垒，完全用于防御敌人，整个城堡没有窗户，只有堞眼。
从15世纪开始一直到17世纪，城堡的建筑风格一直都在改变。它从防御性堡垒慢慢变成了度假式城堡：建起了围绕城堡的走廊，这些走廊通向4边的各个小偏殿。而堞眼也被改建为窗户，18世纪的城堡南面以法式风格（平面几何学式风格）改建，同时建起了细柱廊。所有的房价都是以木质横梁和木板建成。非一楼的所有房间都是属于领主的，而一楼是预留给公共服务，如侍从的房间，接待宴客厅等等。城堡南面的房间则用作酒窖和储藏室。
城堡总面积达到1900平方米，整个城堡由当地的石灰岩建造，石灰岩有助于巩固圆砾岩建造的部分。城堡内部及装饰的部分使用了灰色的石灰岩。这些石灰岩有效地抵抗了时光的侵蚀。

#### 拉瓦尔城堡（Château Laval）
拉瓦尔城堡是蓝色假期酒店俱乐部（vacances bleues）旗下的一家乡村俱乐部。拉瓦尔城堡建于18世纪，其拥有30亩的绿地，如今这座城堡主要用于节事活动的接待。

### 教堂

#### 榆树圣母院（L'Eglise de Notre Dame des Ormeaux）
榆树圣母院是一间罗马哥特式的教堂。它的名字来自于当时种植在教堂附近的榆树。
榆树圣母院是旧的蒙马儒修道院（l'Abbaye
de Montmajour）的隐修院。这座教堂最古老的部分可以追溯到12或13世纪。教堂南面的侧道可推断为14甚至15世纪的建筑，然而北面的侧道很可能建于16世纪。教堂正门是一个拱石门，大约建于13世纪。而其方形塔的钟楼建于1831年，采用了修建城墙的石头以及另外一家教堂圣塞巴斯蒂安教堂大门的石头建造而成。钟楼顶部的小钟被一个铁笼围困着，其实这个铁笼是为了更好的支撑着这个小钟而建造，而当当地风速很高的时候，这个铁笼就能够在大风中更好地保护这个小钟。这家教堂在14，16和18世纪受到了哥特式风格思想的影响而进行了多次的改建。而教堂的内部在1973到1975年间进行了修复。这家教堂从里到外都散发着浓浓的普罗旺斯风情。

#### 鸡蛋圣母院（Notre dame des Oeufs）
格雷乌莱班位于韦尔东河的右岸，而鸡蛋圣母院位于韦尔东河左岸的一个小高地上。在这里，格雷乌莱班的全景一览无遗。
这个教堂供奉的并不是圣母玛利亚，而是古埃及神话中司掌生育和繁殖的女生伊希斯。960年的赠予证书上提到了这家教堂的存在，并于1096年得到了确认。这家教堂也经历了数次的翻修，如今这家教堂最古老的部分能够追溯到十七世纪。在1972年，这家教堂再次由格雷乌Amis公司进行翻修，这次翻修将这座教堂从完全的毁坏中拯救出来。
教堂的名字来自于一个古老的习俗：不育的妇女或者渴望孩子的妇女会在复活节星期一的朝圣中带上两个鸡蛋，当到达教堂，她们会吮吞一个，然后把另一个鸡蛋埋在教堂里。这只鸡蛋被视作成功的保证，必须在教堂埋藏一整个夏天。到了9月8日，第二次的朝圣日，这些妇女会回到鸡蛋圣母院寻找她们当初埋下的鸡蛋。如果她们能够找到，那代表着伊希斯女神会赠她们一个孩子。
如今这个习俗已成为了一个美丽而可爱的传说，到鸡蛋圣母院朝圣的人也不再这样做了。

#### 圣塞巴斯蒂安教堂（Chapelle Sainte Sébatien）
源于18世纪的圣塞巴斯蒂安教堂供奉着格雷乌莱班的守护神：圣塞巴斯蒂安。他是一位非常出名的圣人。
18世纪前，瘟疫一直在普罗旺斯地区肆虐。圣塞巴斯蒂安却在这段危险的时期选择了来到普罗旺斯，为染病的人进行治疗。
选择圣塞巴斯蒂安为格雷乌莱班的守护神也许是出于格雷乌莱班人们期望能够免受疾病灾害的愿望。
每年的1月20日，被定为圣塞巴斯蒂安节。节日当天，人们会抬着圣塞巴斯蒂安的半身像走过小镇的大街小巷，这个活动被称为“圣人出行”。在以前，随行人员将会是武装起来的男人，在游行的途中会向天开枪。这是普罗旺斯地区源于中世纪早期（一个被侵略的时期）的一个传统，被称为“虚张声势（Bravade）”。而这个传统在格雷乌莱班依然保留着。

### 温泉会馆
追溯格雷乌莱班温泉会馆的历史，要回溯到古罗马时期：在一世纪，罗马人就迁居到温泉的源头附近，并在此迅速建立的村镇，使得这里成为了温泉疗养的胜地。然而到了15世纪，温泉消失了，迎来了一段很长的被遗忘的时光。在十四世纪末，温泉会馆再次受到关注。拿破仑的妹妹，波利娜·波拿巴（Pauline Bonaparte）也曾多次来到这里度假。1962年，阳光温泉连锁企业（Chaîne Thermale du soleil），法国第一大温泉连锁企业)收购此处，并在此地建造了现在的温泉会馆。
这千年的矿泉从1200米深的地底喷涌出42度热泉水，泉水中富含硫酸盐、钙、镁等元素，而古朴的罗马时期建造装饰，现代化的温泉疗养空间，完善的设备：温泉水游泳池，2011年投入使用的泥浆浴池，高岭土浴池，私人疗养室，桑拿等等都使得温泉会馆成为行内顶尖的温泉疗养中心之一。
这里的温泉水对于风湿病和呼吸道疾病有特殊的疗效。而温泉会馆主要接待的是来自法国各地的温泉疗养者。除了向温泉疗养这提供传统的医学疗养，也为广大旅游者提供各种 SPA温泉套餐。其项目包括了温泉水疗，温泉疗养（水中体操，温泉水按摩浴池，高岭土失重温泉浴池，高压温泉水游泳池，温泉骤雨浴，针对手部及/或腿部的强化按摩与），温泉水床，芳香精油推拿，桑拿，健身房等。
温泉会馆还提供一套电动脂肪团分解装置治疗法（Endermologie）。在身体放松的状态下，运用专业的治疗仪器（LPG Cellu M6）就能有效的告别橘皮组织，拥有美丽的肌肤。

### 波利娜的小屋（Maison de la Pauline）
波利娜的小屋是一个保存普罗旺斯回忆的博物馆。小屋的主人是波利娜·内格尔（Pauline Nègre），一位格雷乌莱班的居民。她曾捐赠修葺了普罗旺斯传统风情及艺术博物馆（Musée d'art et tradition populaire provençale）。在1827年，该小屋得到了重建，并捐献给了当地政府，成为了一个保存格雷乌莱班回忆（民众艺术与传统）的博物馆。17世纪到19世纪，人们在利用波利娜的小屋里面的房间展示了普罗旺斯日常生活的场景。如今，波利娜的小屋是年轻个的格雷乌莱班人的音乐学院。
在小屋的院子里，你会发现一个刻有《Santo Estello》的牌匾，这是为纪念2008年菲利伯立格协会（Félibrige）在格雷乌莱班所召开的年会。这是一个对普罗旺斯非常重要的协会。其先驱弗雷德里克米斯特拉尔（F. Mistral（1830 – 1914））及其他7位诗人在1854年11月5日发起了菲利伯立格运动，目的是拯救正在渐渐消失的普罗旺斯语。该协会聚集了那些喜爱他们童年的语言和他们语

### 橄榄油磨坊（Moulin à l'Huile d'Olive Gréoux）
（Moulin de Gréoux）
格雷乌莱班磨坊是一家最近才建起的橄榄油磨坊。在2013年末，它将为来年压碎橄榄。布鲁诺·布拉基Bruno Bracchi，一位养马人，他发现格雷乌莱班的橄榄文化在最近几年被人们所忽视，他感到非常的可惜。因此，他独自照顾百多棵百年橄榄树（大部分橄榄树是aglandau品种）并在格雷乌莱班发起了冲击。尽管是第一年，他足足压榨左20吨橄榄来制作橄榄油！他及时地将这些橄榄油卖给当地邻近的小型磨坊，一款结合了红色水果果味的橄榄油（80%是aglandau品种的橄榄，混合了糖渍或卤汁青油榄。但到了2014年橄榄季节，他将推出结合绿色水果果味或者当地特产（由刺山柑花蕾、黑油槛及制成的普罗旺斯调味品，果酱，酒……）的橄榄油。
在这里可以参观磨

### 特吕菲耶·杜宗公司彩色小泥人工坊（L'Atelier Boutique des Santons Truffier-Douzon）
时至今日，该工坊有着超过200年的历史，延续了整整八代人。特吕菲耶家族建立并延续至今的工坊一直被篆刻在普罗旺斯制造彩色小泥人的历史上。在8代人的共同努力下，这些富有普罗旺斯风情的特色小泥人一直在普罗旺斯手工制作业中极具盛名。在2008年12月，特吕菲耶家族凭其出色的作品，高质量的工作，尤其是他们精通于使用从祖先那传承下来的模具对彩色小泥人进行分拆和模压的工艺而获得了手工业部门颁发的“充满活力的遗产企业”的称号。

### 韦尔东河岸散布道
韦尔东河岸散步道全长2.7公里，该散步道绿树成荫，沿途可欣赏韦尔东河的风光以及沿河的陡崖。此外，在这条散步道上设立了众多的活动和游戏，这些活动和游戏都与运动相关，有益于身体健康，让游人在赏景之余还能根据提示牌伸展腰身，享受在大自然中的小小运动。

## 外部連結
- http://www.greoux-les-bains.com （页面存档备份，存于）
- http://www.chainethermale.fr/stations/greoux-les-bains.html （页面存档备份，存于）
- http://fr.calameo.com/read/0004950917f46ebd2e705
- http://www.mairie-greouxlesbains.fr/ （页面存档备份，存于）
- http://www.tourisme-alpes-haute-provence.com/thermes-greoux-les-bains/ （页面存档备份，存于）